# Rodolfo Graziani
Pour les articles homonymes, voir Graziani.
Rodolfo Graziani (Filettino, 11 août 1882 - Rome 11 janvier 1955) est un général et homme politique italien.
Il sert dans l'armée royale italienne pendant la Première Guerre mondiale et la Seconde Guerre mondiale. Pendant l'entre-deux-guerres, il rejoint le fascisme, devenant l'une de ses figures de proue. Il obtient des commandements pendant les guerres coloniales italiennes lors de reconquête de la Libye italienne (1921-1931), puis prend part à la guerre d'Éthiopie et à la répression contre la guérilla abyssine (1935-1937). Son rôle en Libye et ses méthodes brutales lui valent le surnom de « boucher du Fezzan ».
Au cours de la Seconde Guerre mondiale, il devient Gouverneur général et commandant en Libye succédant à Italo Balbo. Pendant la campagne d'Afrique du Nord, il commande l'armée italienne lors de l'invasion italienne de l'Égypte et de l'opération Compass, qui débouche sur une défaite militaire conséquence de ses choix stratégiques : les forces militaires italiennes, quatre fois supérieures en nombre aux troupes britanniques, mais inférieures en formation tactique et dépourvues d'armements et d'unités de corps, subissent l'une des plus grandes défaites de leur histoire. 
Démis de ses fonctions, après une période de retrait, il accepte en 1943 le poste de ministre de la Défense nationale (Ministère des Armées à partir du 6 janvier 1944) dans le gouvernement de la République sociale italienne proposé par Benito Mussolini. Il occupe ce poste jusqu'à l'effondrement final de 1945, en participant à la lutte contre les anglo-américains et à la répression anti-partisane.
Dans la période d'après-guerre, en raison de l'utilisation de gaz moutarde et du bombardement des hôpitaux de la Croix-Rouge pendant la seconde guerre italo-éthiopienne, il est inclus par la Commission des crimes de guerre des Nations unies dans la liste des criminels de guerre à la demande du gouvernement éthiopien, mais il ne sera jamais jugé. La demande d'extradition présentée par l'Éthiopie est rejetée par l'Italie en 1949. 
Il est jugé et condamné à 19 ans de prison pour collaboration, même si après avoir purgé quatre mois de peine, il est libéré de prison. Il rejoint ensuite le Mouvement social italien, dont il devient président d'honneur.

## Biographie

### Premières années
Né dans une famille bourgeoise (son père est médecin), Rodolfo Graziani a d'abord été dirigé par ses parents vers des études religieuses au séminaire de Subiaco, mais il choisit de se tourner vers la vie militaire. Ne disposant pas d'un revenu suffisant pour entrer à l'Académie militaire de Modène, il fait son service militaire dans le peloton des cadets militaires de la 94e infanterie (it) de Rome. Il semble que dans sa jeunesse Graziani ait eu des sympathies socialistes, à tel point qu'en 1904, alors qu'il prépare l'examen pour passer sous-lieutenant, il est surpris par un officier en train de lire le journal Avanti ! et pour cela il risque d'être expulsé. Auparavant, il a déjà participé à une marche de protestation devant l'ambassade de Russie lors des premières émeutes, louant les insurgés. Le 1er mai 1904, il est promu au grade de sous-lieutenant et envoyé au 92e infanterie (it) à Viterbe. Lieutenant en 1906, il est affecté au 1er régiment de grenadiers basé à Rome.
En 1908, il est envoyé en Érythrée. Sur place, il apprend l'arabe et le tigrinya, langues qui lui seront très utile dans sa carrière. Il est mordu par un serpent en 1911, reste pendant près d'un an dans un état très grave. Après avoir participé à la guerre italo-turque, il est nommé capitaine et participe à la Première Guerre mondiale où, plusieurs fois blessé, il est décoré pour bravoure militaire.
En 1918, âgé de 36 ans seulement, il est nommé colonel, le plus jeune dans l'histoire de l'Italie. Après la guerre, il s'installe à Parme, où, au cours de la biennio rosso, il est secrètement condamné à mort par le comité révolutionnaire. Réalisant qu'il court de sérieux risques, Rodolfo Graziani renonce à son poste pendant un an pour se consacrer au commerce civil et militaire avec l'Orient, mais il obtient peu de résultats.

### Répression de la révolte en Libye

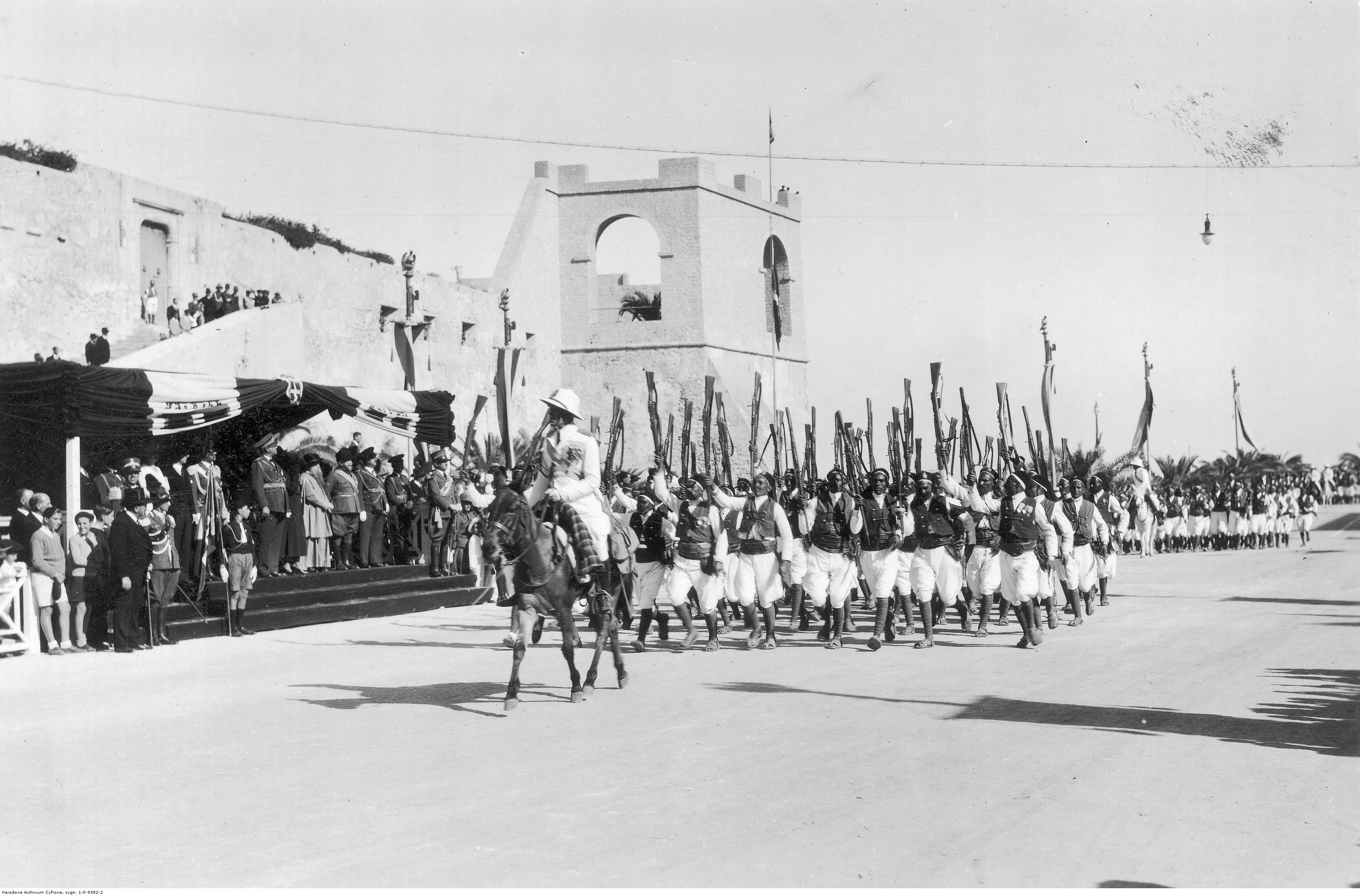
Parade des troupes coloniales libyennes dirigées par Rodolfo Graziani pendant la visite du roi italien Victor-Emmanuel III en février 1932.

En 1921, Rodolfo Graziani est envoyé en Libye italienne et achève la reconquête de la Tripolitaine (it) en 1924, ce qui lui vaut les honneurs du Parti national fasciste et de la Cyrénaïque en 1928-1930, à la suite de laquelle le 11 janvier 1930 il est nommé vice-gouverneur de la Cyrénaïque italienne. Il a compris que la vitesse dans les mouvements et les déplacements est essentielle pour ne pas laisser de répit à l'ennemi et ce faisant l'apport de la cavalerie indigène et des méharistes intégrés dans les « colonnes mobiles » est fondamental, comme c'est le cas avec la conquête italienne de Cufra (it), prise aux Sanoussis.
En 1931, il est envoyé en Cyrénaïque italienne pour réprimer la révolte anticolonialiste menée par Omar al-Mokhtar depuis vingt ans. Il déménage son quartier général à Zouara et réussit à reprendre le contrôle (y compris au niveau de la politique) de la quasi-totalité de la Cyrénaïque. Pietro Badoglio, désireux de terminer le conflit avec les rebelles libyens, ordonne à Rodolfo Graziani de retirer la population de Djebel Akhdar où Omar al-Mokhtar a trouvé refuge et protection, et la transfère dans des camps de concentration spéciaux sur la côte,,.
La décision de créer des camps est prise avant la nomination de Rodolfo Graziani comme vice-gouverneur. Sa hiérarchie, avant sa nomination, souligne que l'option militaire à elle seule ne suffit pas à affaiblir la résistance libyenne, mais que toute la population apportant son aide aux rebelles doit subir la répression. Les populations du désert du Djebel sont ensuite déplacées vers les camps spéciaux construits sur la côte, dont les plus importants sont Marsa Brega, Soluch (it), Ajdabiya, El-Agheila, Sidi Ahmed ed El-Abiar. La construction de ces camps n'a pas manqué de susciter la polémique dans tout le monde arabe. Le choix de cette politique s'est avéré décisif pour vaincre la rébellion en Cyrénaïque, ainsi qu'Omar al-Mokhtar lui-même l'a reconnu plus tard, en séparant définitivement les populations fidèles des rebelles qui avaient fait preuve d'un certain dynamisme.
La plupart des populations semi-nomades de l'intérieur ont ensuite été emmenées dans les camps de concentration comme les déportations massives du Djebel (it). Dans ces camps, le taux de mortalité est très élevé, en raison des terribles conditions sanitaires et d'une alimentation insuffisante, ainsi que de la qualité de l'eau qui coûte la vie à des dizaines de milliers de personnes. Le 11 septembre 1931 dans la plaine du Got-Illfù, après avoir été repéré par l'aviation italienne, le chef libyen Omar al-Mokhtar est fait prisonnier. Il est ensuite condamné à mort sur ordre exprès de Pietro Badoglio, à l'issue d'un procès sommaire, le 16 septembre 1931. En mai 1934, Rodolfo Graziani est remplacé en Cyrénaïque par le nouveau vice-gouverneur Guglielmo Nasi.
Pour toutes ces actions, les populations locales surnomment Graziani le « boucher du Fezzan ». En mars 1934, après la fin de l'intervention militaire, Rodolfo Graziani confie la Cyrénaïque au nouveau gouverneur Italo Balbo.

### Campagne d'Éthiopie

La situation dans la corne de l'Afrique au milieu des années 1930.

Rodolfo Graziani de 1935 à 1936 commande les opérations militaires contre l'Abyssinie à partir de la Somalie italienne, sur le front sud. Les premiers affrontements soutenus commencent au moment où Pietro Badoglio est engagé dans la bataille d'Amba Aradom. Les troupes de Ras Desta se dirigent en effet vers Dolo pour attaquer l'armée de Rodolfo Graziani. Il reçoit l'ordre de maintenir une défense active afin de maintenir engagées dans le sud le plus grand nombre de troupes ennemies et de ne pas passer à l'offensive. Rapidement informé du mouvement des troupes de Ras Desta, les troupes italiennes sont prêtes à l'affrontement. Les colonnes de l'armée abyssinienne sont décimées par l'aviation italienne. C'est à cette occasion que sont utilisés pour la première fois les gaz asphyxiants.
L'offensive italienne suivante disperse le reste de l'armée abyssinienne. Le 20 janvier 1936, Rodolfo Graziani occupe la ville de Neghelli. Après la victoire de Rodolfo Graziani sur Ras Desta, le Négus confie le commandement à Vehib Pacha, un général turc au service de l'empereur d'Éthiopie. Vehib Pacha essaye d'attirer Rodolfo Graziani dans un piège en lui faisant pousser le plus possible dans le désert de l'Ogaden. Mais dans l'accomplissement de cette opération, les troupes italiennes sous le commandement de Guglielmo Nasi et du général Franco Navarra infligent des pertes sérieuses aux Abyssinniens, ce qui pourrait mettre en péril la survie même de l'armée d'Abyssinie.

#### Emploi des gaz

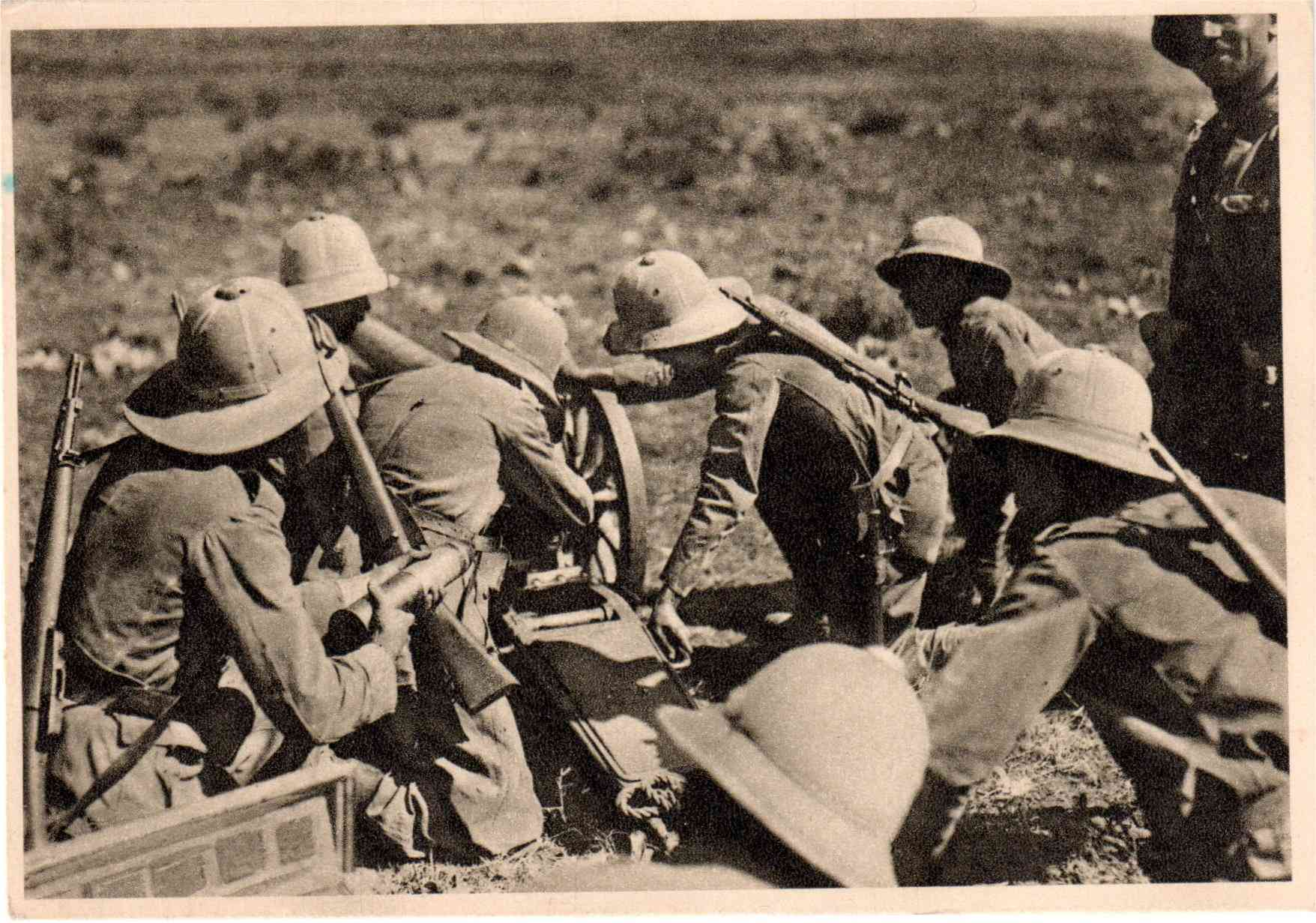
Militaires italiens analysant des tables de tir pour l'artillerie en Éthiopie en 1936.

Le 26 décembre, l'assassinat brutal du pilote Tito Minniti, qui s'est écrasé en territoire ennemi - il est torturé, émasculé, puis décapité - constitue un prétexte idéal pour l'utilisation du gaz moutarde. Des études récentes ramènent en fin de compte la responsabilité de l'utilisation de ces armes (interdites par la Convention de Genève de 1925) directement à Benito Mussolini, qui dans divers ordres télégraphiés aux deux commandants du front aurait autorisé leur usage en cas d'extrême nécessité.
Les C500T constituent un exemple de bombes au gaz moutarde (T est l'abréviation de l'italien Temporizzata) : il s'agit d'un mécanisme de fusée qui explose à environ 250 m d'altitude, ce qui permet d'augmenter le rayon d'action. Elles sont utilisées sur le front sud commandé par Rodolfo Graziani dans les alentours de Dolo. Le 27 octobre 1935, peu avant d'attaquer la forteresse de Gorrahei, Graziani reçoit ce télégramme de Benito Mussolini : « J'autorise l'emploi du gaz moutarde comme derniers recours pour écraser toute résistance ennemie ou en cas de contre-attaque ». Les gaz toxiques ne sont pas utilisés dans l'attaque de la forteresse de Gorrahei, mais le 24 décembre, il envoie trois Caproni 101 bis à Areri pour attaquer les troupes de Ras Desta avec des bombes remplies de gaz moutarde et de phosgène. Ces attaques se répètent le 25, le 28, le 30 et le 31 décembre, pour un total de 125 bombes.
Le 10 janvier 1936, Rodolfo Graziani déclare dans une dépêche télégraphique au général Giuseppe Bernasconi que « Les dernières mesures prises ont montré l'efficacité de l'utilisation du gaz. À cet égard, S.E. le chef du gouvernement, par télégramme aujourd'hui n.333, m'en autorise l'emploi dans l'urgence actuelle, contre l'armée de Ras Desta ». Les protestations internationales ne tardent pas : le 30 décembre 1935 lors d'un bombardement italien de Malca Dida mené avec des armes chimiques, un hôpital suédois est touché dans le sillage des troupes éthiopiennes, causant la mort de vingt-huit détenus et d'un médecin suédois.
Globalement sur le front somalien (celui commandé par Rodolfo Graziani) 41 raids aériens de « type C » (C pour Chimique) sont menés, au cours desquels un total de 128 bombes C500T modernes chargées de gaz moutarde sont larguées, ainsi que 446 petites bombes de modèle archaïque, pour un total de 574 bombes (en moyenne 14 pour chaque raid) chargées d'environ 30 tonnes de produits chimiques agressifs.
Rodolfo Graziani justifie l'utilisation des gaz de combat, pendant et après la guerre, mais aussi dans son livre intitulé Front Sud en 1938, en reprenant à son compte la propagande fasciste qui avance l'utilisation par les soldats abyssins d'armes prohibées et de « méthodes de guerre barbares ». Les Éthiopiens sont notamment accusés d'avoir utilisé des balles dum-dum, interdites par la première conférence de La Haye, qui leur auraient été régulièrement fournies par le Royaume-Uni. L'utilisation éthiopienne de balles à fragmentation et l'implication britannique sont réfutées dès 1936 par Anthony Eden. Le fait est en lui-même est assez improbable étant donné que les Éthiopiens utilisent principalement des armes de calibre 7,9 mm (Mauser), tandis que les troupes britanniques, indiennes et africaines de l'Empire britannique utilisent le calibre classique 7,7 mm (soit le .303 britannique).
L'historien Angelo Del Boca souligne comment dans une série d'articles publiés par le quotidien Il Messaggero sur recommandation du gouvernement italien, un soi-disant colonel Pedro Lopez réussit à mettre la main sur un télégramme envoyé d'Addis-Abeba à Londres, où il est demandé au gouvernement britannique des fournitures de balles à fragmentation à Eley Brothers et Kynoch Limited de Birmingham : « 10 millions de cartouches pour fusils de guerre et mitrailleuses légères et lourdes dont la moitié doit être des balles percées. En réalité Angelo Del Boca argumente qu'il s'agit d'un faux créé par la propagande fasciste pour justifier les atrocités commises en Éthiopie auprès de l'opinion publique italienne. Toutefois l'utilisation par l'Éthiopie d'obus à fragmentation a été documentée à plusieurs reprises, mais il s'agit d'obus appartenant à des soldats, utilisés avant la guerre pour la chasse au gros gibier et n'ayant pas été fournis par l'armée. Angelo Del Boca fait également remarquer qu'il est probable que beaucoup de ces balles ne sont pas en réalité des dum-dum mais des balles de plomb doux, dont sont équipés les fusils Gras.

#### Occupation d'Harar et de Dire Dawa

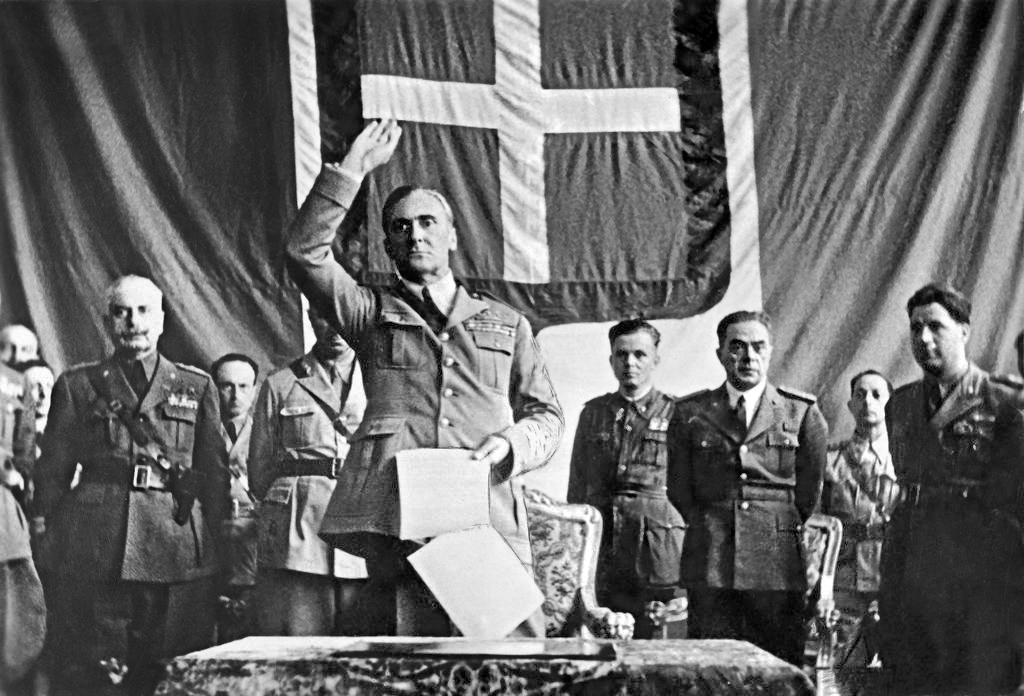
Rodolfo Graziani, Vice-roi d'Éthiopie, recevant la soumission d’aristocrates éthiopiens à Addis-Abeba en 1937.

Le 15 avril 1936, Benito Mussolini ordonne à Rodolfo Graziani d'atteindre et d'occuper Harar. Rodolfo Graziani atteint Degehabur le 25 avril. Puis, les pluies le ralentissent par rapport à son avance sur l'objectif préétabli c'est-à-dire Dire Dawa, il y arrive quelques heures après le passage de l'empereur en voyage pour l'exil. Rodolfo Graziani, afin d'intercepter le train qui emmène en exil l'empereur battu et ainsi le faire prisonnier, demande la permission à plusieurs reprises de bombarder les voies pour bloquer le train, mais cette permission lui est refusée plusieurs fois par le Duce en personne. Après l'occupation d'Harar, Rodolfo Graziani est nommé maréchal d'Italie et marquis de Neghelli.

### Nomination comme Vice-roi d'Éthiopie
Nommé Vice-roi d'Éthiopie (it) à la suite du renoncement de Pietro Badoglio pour cette charge, Rodolfo Graziani fait construire de nombreux bâtiments publics en se servant de la main-d'œuvre et des ressources locales. Dans le même temps, il organise la répression de la part des Italiens. Des camps de prisonniers sont mis en place, des potences publiques construites et les rebelles tués. Beaucoup de militaires italiens se font prendre en photo à côté des cadavres suspendus à la potence ou accroupis autour des paniers pleins de têtes tranchées.

#### Attentat d'Addis Adeba et représailles

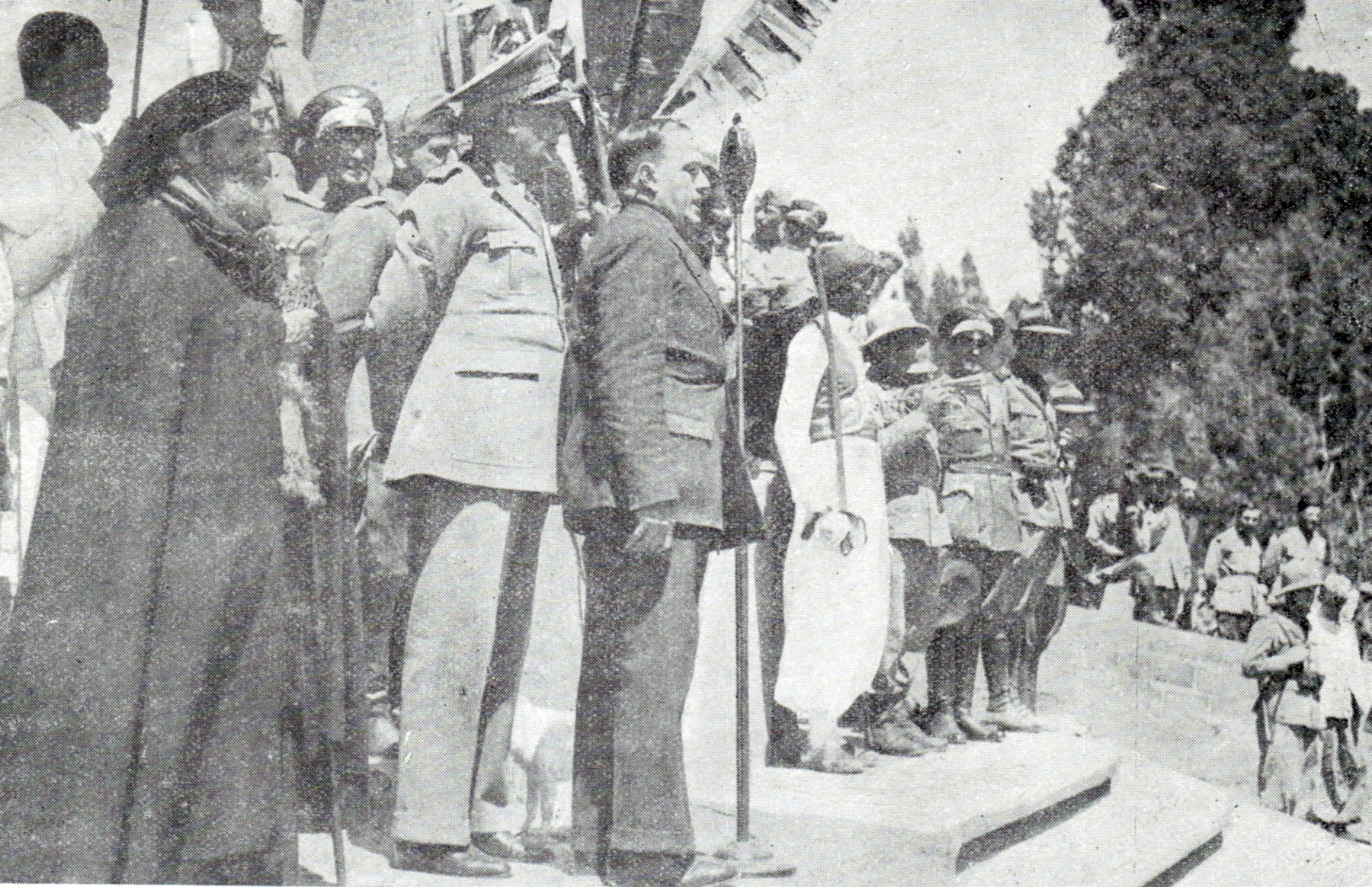
Le maréchal Graziani le 19 juillet 1937 peu avant l'attentat.

Le 19 février 1937 se déroule une cérémonie officielle se déroulant pour célébrer la naissance du fils aîné d'Humbert, héritier du trône d'Italie, Victor-Emmanuel de Savoie, à laquelle les notables locaux sont invités au Petit Ghebi impérial. Au cours de cette cérémonie une distribution de 5 000 « Talleri di argento » est prévue pour les pauvres d'Addis-Abeba, elle commence tout de suite après l'arrivée de l'Abouna Kyrillos IV. À midi, une bombe éclate à l'improviste, suivie par trois autres.
Aussitôt les carabiniers et quelques hommes de l'armée royale ouvrent le feu sans discernement contre les Éthiopiens présents aux alentours, quelques-uns sont tués et d'autres sont blessés, mais sans toucher les assaillants, qui réussissent à s'enfuir avec un complice. Il y a sept morts, dont quatre Italiens et deux zaptiés, une cinquantaine de blessés, souffrant de blessures dues aux éclats d'obus, sont transférés à l'hôpital. Alors que Rodolfo Graziani, grièvement blessé, est transporté à l'hôpital de la Consolata, la rafle policière commence aussitôt ce qui entraîne de nombreux meurtres et arrestations arbitraires, tandis que dans les heures qui suivent les représailles commencent, mené par des hommes en chemises noires, des hommes de l'armée royale, des miliciens musulmans et des civils italiens de la colonie. Des milliers d'Éthiopiens sont massacrés avec des fusils, des lance-flammes et des armes improvisées,.
Dans les trois jours suivants, les représailles italiennes font de nombreux morts parmi la population éthiopienne, au moins 3 000 selon les estimations britanniques (environ 700 Ethiopiens, réfugiés dans l'ambassade d'Angleterre, sont fusillés dès leur sortie), 30 000 selon des sources éthiopiennes présentées après la fin de la guerre. Côté italien, le nombre de morts éthiopiens est réduit à environ 300. De nombreux monuments d'Addis-Abeba commémorent encore ce massacre perpétré par les Italiens.
Sur le terrain, le nombre précis des victimes du massacre n'a jamais été effectué: l'estimation éthiopienne (30 000 morts) est à considérer comme exagérée, mais celle des 300 morts évoqués à l'époque par l'Italie est, à l'inverse, très sous-estimé. Angelo Del Boca estime le nombre de victimes des représailles à plus de 4 000. D'après un rapport sur l'activité des carabiniers, signé par le colonel Hazon et daté du 2 juin, les carabiniers à eux seuls ont passé 2 509 indigènes pour des armes,. Rodolfo Graziani est hospitalisé pendant 68 jours, dont les premiers ont été passés dans un état critique.
La répression italienne se poursuivit intensément également au cours des mois suivants et - les Italiens soupçonnent le clergé copte éthiopien d'avoir joué un rôle dans l'attentat sur la base de faibles indices - elle culmine avec l'envoi d'une colonne de troupes somaliennes de confessions mulsumanes sous les ordres du général Pietro Maletti vers le monastère éthiopien de Debré Libanos. Au cours de leur marche de 150 km depuis Addis-Abeba, 115 422 tukuls et trois églises sont incendiées et 2 523 personnes sont exécutées comme « rebelles ». Après la destruction du couvent de Gulteniè Ghedem Micael le 13 mai et l'exécution des moines, la colonne atteint Debrà Libanòs, qu'elle occupe le 18 mai. Le lendemain, à la suite d'un télégramme de Rodolfo Graziani ordonnant « à tous les moines de prendre les armes sans distinction, y compris le vice-prieur », le massacre systématique des moines, séminaristes et religieuses coptes-chrétiennes commence, qui se termine le 26 mai par l'exécution de 126 jeunes diacres épargnés initialement.
Parmi les victimes du massacre de nombreux jeunes, mais aussi des diseurs de bonne aventure et conteurs coupables d'avoir prédit la fin du régime. D'après les dépêches envoyées par Rodolfo Graziani à Benito Mussolini, les victimes du massacre de Debré Libanos sont au nombre de 449, alors qu'une étude des années 1990, menée conjointement par un chercheur anglais et un chercheur éthiopien porte l'estimation à 1 400–2 000 morts. Entre mars et décembre, environ 400 Éthiopiens, dont des personnalités importantes, sont emprisonnés et déportés en Italie avec cinq vapeurs.
En novembre 1937, le duc d'Aoste est nommé vice-roi d'Éthiopie, tandis que Rodolfo Graziani retourne en Italie en février de l'année suivante. En 1938 son nom apparaît parmi les signataires du Manifeste de la race en faveur des lois raciales fascistes.

### Seconde Guerre mondiale
Le 3 novembre 1939, alors que la Seconde Guerre mondiale est déjà commencée mais que l'Italie reste neutre, Rodolfo Graziani devient chef d'état-major de l'armée : cette position le rend cependant directement dépendant de Benito Mussolini et du roi Victor-Emmanuel III. Bien qu'opposé à l'entrée en guerre de l'Italie, peu après la déclaration de guerre (10 juin 1940), il participe à quelques opérations mineures contre la France. Le 24 juin, les Français demandent l'armistice et quatre jours plus tard, Rodolfo Graziani retourne à Rome.

#### Campagne d'Afrique du Nord

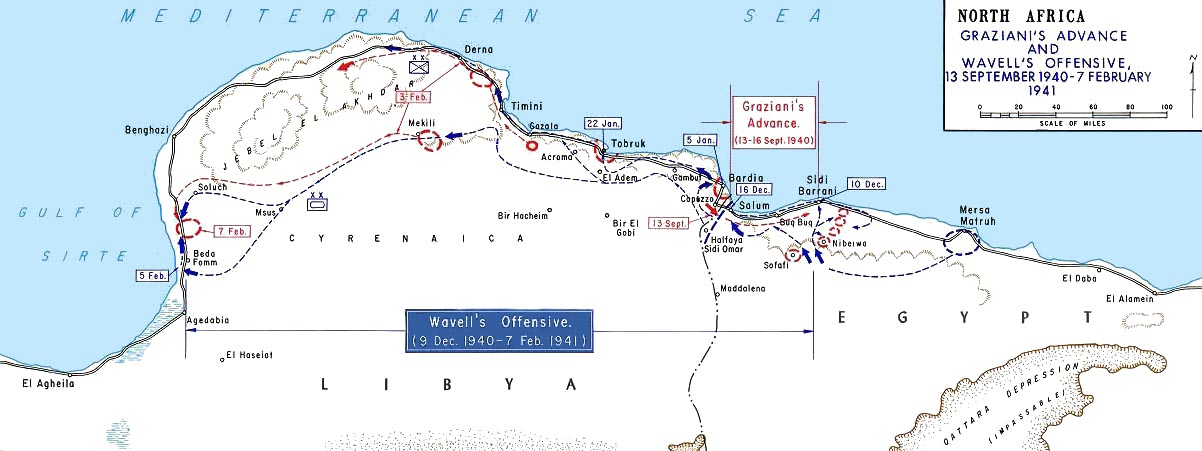
Avancée de l'armée italienne de Rodolfo Graziani en septembre 1940 et la contre-offensive britannique du 9 décembre 1940.

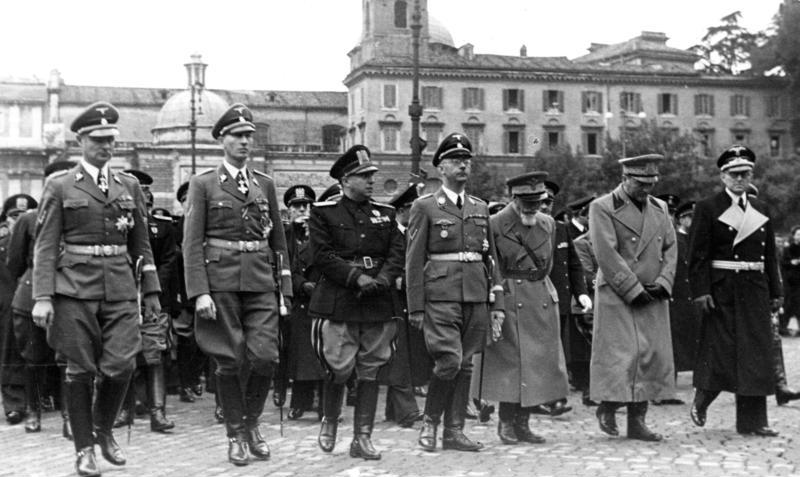
Représentants de la hiérarchie fasciste italienne et nazie lors des funérailles du chef de la police italienne, Arturo Bocchini, en 1940.
De gauche à droite : Karl Wolff, Reinhard Heydrich, Adelchi Serena, Heinrich Himmler, Emilio De Bono, Rodolfo Graziani, Hans Georg von Mackensen (diplomate).

De retour dans la capitale, il reçoit la nouvelle de la mort d'Italo Balbo et reprend le poste de gouverneur général de la Libye. En sa double qualité de gouverneur de Libye et de chef d'état-major de l'armée, il entame les préparatifs de l'invasion de l'Égypte.
L'attaque, difficile en raison des pénuries logistiques et en armement des forces italiennes mal motorisées, commence le 13 septembre sur l'insistance de Benito Mussolini, qui refuse le report d'un mois demandé par Rodolfo Graziani, « assumant la responsabilité de la décision sur lui-même » et ajoutant qu'en cas de non-conformité Rodolfo Graziani serait remplacé. Galeazzo Ciano écrit dans son journal que « Jamais une opération militaire n'a été menée à contrecœur par les commandants ».
Après une avance inutile jusqu'à Sidi Barrani en raison de la forte mobilité des unités britanniques du général Richard O'Connor, les forces de Rodolfo Graziani restent stationnaires pendant trois mois, organisant de vastes et inutiles camps retranchés dans le désert, mal reliés entre eux et avec des réserves mobiles modestes. La contre-offensive britannique du 9 décembre 1940 (Opération Compass) déborde complètement le déploiement italien : les troupes britanniques moins nombreuses mais totalement motorisées et dotées de quelques centaines de puissants chars Matilda Mark II et Cruiser Mk III, contournent et encerclent les troupes italiennes, obtenant un succès retentissant.
Rodolfo Graziani est complètement surpris et n'est en mesure d'organiser une défense efficace. Il emploie ses forces en groupes au lieu de rassembler toutes ses troupes et d'organiser des unités blindées de réserve et est progressivement battu par les forces britanniques à Bardia et à Beda Fomm (janvier-février 1941). C'est une défaite italienne totale avec environ 130 000 soldats italiens capturés,,, du matériel et des moyens sont perdus en totalité, les restes de la 10e armée italienne désormais détruite se replient sur la position d'El Agheila, perdant ainsi toute la Cyrénaïque italienne.
Rodolfo Graziani montre également de graves lacunes dans la conduite tactique et stratégique et connait aussi une baisse de moral : désespérant de ne pas pouvoir sauver la Tripolitaine. Le maréchal italien presse maintenant, après avoir refusé à plusieurs reprises, l'arrivée des forces mécanisées allemandes proposées par Adolf Hitler, l'Afrikakorps.
Le 11 février 1941, il est limogé par Benito Mussolini très bouleversé par la défaite et la conduite militaire du maréchal. Rodolfo Graziani quitte la Libye et retourne en Italie : aussitôt des hommes politiques puissants demandent et obtiennent une enquête contre lui dont Roberto Farinacci qui l'accuse en privé de « lâcheté ». En novembre 1941, une commission d'enquête est ainsi nommée, dirigée par l'amiral Paolo Emilio Thaon di Revel. En mars 1942, celui-ci termine ses travaux sans prendre aucune mesure. Pendant plus de deux ans, Rodolfo Graziani reste sans aucune affectation.
De 1941 à 1943, il vit à Anagni, où il est rejoint par l'héritier du trône Humbert II avec qui il a un entretien le 6 septembre 1943 sur la situation militaire et politique de l'Italie qui a signé secrètement l'armistice avec le Alliés trois jours avant.

#### République sociale italienne
Avec la constitution de la République sociale italienne, il devient ministre de la Défense. Le premier à lui offrir ce poste est Francesco Maria Barracu (it) le 22 septembre, mais dans un premier temps le maréchal italien refuse le poste. Le lendemain, Francesco Maria Barracu rencontre Rodolfo Graziani à Rome et lui demande de faire partie de la nouvelle structure du gouvernement en insistant que son possible refus mettrait en avant son manque de courage. Le maréchal italien accepte le défi. Ses premières actions en tant que ministre est la publication des avis de conscription militaire pour les forces armées de la République sociale italienne.
Rodolfo Graziani, entre 1943 et 1944, signe plusieurs avis de rappel aux armes des classes d'âge nés dans les années 1923, 1924, 1925 et par la suite il rappelle les classes 1920, 1921 et 1926 menaçant de mort les réticents, ainsi que les classes 1916 et 1917. Cependant, ses mesures ont peu de succès et renforcent la résistance partisane clandestine, vers laquelle sont inévitablement attirés les nombreux hommes fuyant la conscription.
Rodolfo Graziani travaille beaucoup pour que les forces armées de la République sociale italienne soient unis et puissent être définies comme apolitiques, non pas d'un point de vue idéologique, mais au sens strictement militaire en dépendant directement du commandement central et non au Parti fasciste républicain. Pour imposer son plan, il menace à plusieurs reprises de démissionner et se rend également au quartier général d'Hitler en Allemagne pour conférer avec le Führer le 9 octobre. Pour souligner le caractère militaire et apolitique de sa fonction, à partir du 6 janvier 1944, le ministère qu'il exerce ne s'appelle plus « Ministère de la Défense nationale », mais « Ministère des Forces armées ». Profitant de sa notoriété, Rodolfo Graziani parvient à faire aboutir un compromis qui lui est favorable : à l'exception des Brigades Noires d'Alessandro Pavolini, avec lesquelles il a de fortes tensions, il parvient à avoir le contrôle de toutes les forces armées de la République sociale italienne (contrôle parfois théorique, puisque dans leur utilisation opérationnelle, elles sont subordonnées aux commandements militaires allemands). Le 14 août 1944 par un décret législatif le Duce fait entrer la Garde nationale républicaine dans l'Armée nationale républicaine, Rodolfo Graziani gagne sa « bataille » diplomatique.
Le 2 août 1944, il prend le commandement du groupe d'armées Ligurie composé du 75e corps d'armée allemand et du Corps Lombardia et, du 1er décembre 1944 au 28 février 1945 du groupe d'armées qui comprend la 14e armée allemande composée du 51e corps d'armée de montagne allemand et le 14e Panzerkorps ayant combattu sur la ligne gothique, en particulier dans la Garfagnana. Rodolfo Graziani obtient dans la Garfagnana, entre le fleuve Serchio et les Alpes apuanes, de bloquer les unités brésiliennes et les forces de la 5e armée américaine avec la 4e division alpine « Monterosa », réussissant entre le 25 et le 30 décembre 1944 lors de l'Opération Wintergewitter à repousser les forces de la 92e division américaine. À cette occasion, plusieurs prisonniers sont faits et de grandes quantités de vivres et de matériel de guerre sont prises : c'est la seule action sur le front italien au cours de laquelle les forces de l'Axe parviennent à repousser les Alliés en 1944.

#### Armistice
Avec les troupes anglo-américaines, il signe le 26 avril 1945 une délégation au général Karl Wolff pour les négociations qui amène à la reddition de Caserte et le soir du 29 avril il se rend à Milan au 6e corps d'armée américain, avec la médiation de l'OSS. Après un mois d'emprisonnement à Rome, il est envoyé en juin en Algérie, comme prisonnier de guerre, au camp de prisonniers de Cap Matifou (it) et le 16 février 1946, il est incarcéré à la prison de Procida. Pendant sa période de détention, il écrit trois ouvrages : Ho difeso la patria (J'ai défendu la patrie), Africa settentrionale 1940-41 (L'Afrique du Nord 1940-41) et Libia redenta (La Libye rachetée).
Les Alliés ne procèdent pas à l'inculpation de Rodolfo Graziani, malgré les demandes incessantes des autorités éthiopiennes.

### L'après-guerre
Il est tenu à l'écart de l'amnistie de juin 1946, ordonnée par Palmiro Togliatti, ministre de la Justice et secrétaire général du parti communiste.
Jugé en deux fois de 1948 à 1950 en Italie, Graziani est condamné finalement, pour le seul fait de sa collaboration avec les nazis, à une peine de prison de 19 ans. Du fait de remises de peine, il est libéré en août 1950.
Il n'a jamais été poursuivi pour crimes de guerre. Contrairement aux Japonais et aux Allemands, les Italiens n'ont pas été soumis à des poursuites par les tribunaux alliés. L’Éthiopie, alors qu'elle y avait droit, ne fait pas de demande au tribunal international de La Haye ; il n'est donc pas jugé pour ses crimes de guerre.
Au début des années 1950, Graziani s'engage aux côtés des néo-fascistes du Mouvement social italien (MSI), et en 1953, est devenu le « président d'honneur » de ce parti italien.
Il est mort à Rome le 11 janvier 1955, de causes naturelles, à 72 ans.

## Distinctions et reconnaissances
Chevalier grand-croix de l'Ordre militaire de Savoie pour l'Afrique orientale italienne du 11 mai 1935 au 24 février 1937
Médaille d'argent de la valeur militaire (Italie) (2 fois) à Beni Ulid le 27 décembre 1923 et à Bir Tagrift le 25 février 1928
Médaille de bronze de la valeur militaire (Italie) (2 fois) à Col del Rosso le 7 juin 1918 et à San Michele le 10 novembre 1918
Chevalier grand-croix Magistral de l'ordre souverain de Malte le 10 novembre 1937
Chevalier grand-croix de l'Ordre des Saints-Maurice-et-Lazare
Chevalier grand-croix de l'Ordre de la Couronne d'Italie
Chevalier grand-croix de l'Ordre colonial de l'Étoile d'Italie
Médaille mauricienne du mérite militaire pour une décennie de service
Médaille militaire du mérite d'un long commandement (it) (20 ans)
Croix militaire pour le service échelon or (40 ans)
Médaille commémorative des campagnes d'Afrique
Médaille commémorative de la guerre italo-turque 1911-1912
Médaille commémorative de la guerre italo-autrichienne 1915-1918 (quatre années de campagne)
Médaille commémorative de l'Unité italienne
Médaille de la Victoire interalliée (Italie)
Médaille commémorative des opérations militaires en Afrique orientale (it)
Commandeur avec étoile de l'Ordre de Saint-Sylvestre
Chevalier Grand-Croix d'honneur et dévotion de l'Ordre de Malte

### Honneurs étrangers
Croix de fer (1re classe)
Croix de fer (2de classe)

#### Ouvrages et articles sur des biographies
- (it) Vinicio Araldi, Generali dell'Impero : i condottieri della guerra in A. O., Naples, Rispoli, 1940. .
- (it) Giovanni Cecini, I generali di Mussolini, Newton Compton Editori, 2016 (lire en ligne). .
- (it) Galeazzo Ciano, Diario 1939-43, Milan, Rizzoli, 1963. .
- (it) A. Cova, Graziani. Un generale per il regime, Rome, Newton Compton, 1987. .
- (it) Angelo Del Boca, « Graziani, Rodolfo », Dizionario Biografico degli Italiani, Istituto dell'Enciclopedia italiana Treccani, vol. 58,‎ 2002 (lire en ligne, consulté le 19 août 2021). .
- (it) Martin Gilbert, Churchill, Arnoldo Mondadori Editore, 2018 (lire en ligne). .
- (it) Rodolfo Graziani, Una vita per l'Italia, Milan, Mursia, 1994. .
- (it) Gianni Oliva, Rodolfo Graziani, Arnoldo Mondadori Editore, 2021 (lire en ligne). .
- (it) Domenico Quirico, Lo squadrone bianco, Milan, Mondadori, 2002. .
- (it) Domenico Quirico et Oscar Mondadori, Generali, 2007. .

#### Ouvrages et articles sur les conflits en Afrique du Nord et en Afrique orientale
- (it) Arrigo Petacco, Faccetta nera : Storia della conquista dell'impero, Mondadori, 2003 (ISBN 978-8804518037). .
- (it) Giorgio Rochat, Le guerre italiane in Libia e in Etiopia dal 1896 al 1939, Udine, Gaspari, 2009 (ISBN 88-7541-159-X). .
- (it) Pierluigi Romeo, Giarabub 1941, Soldiershop Publishing, 2021 (lire en ligne). .

##### Ouvrages sur la Libye italienne
- Angelo Del Boca, Naissance de la nation libyenne, Éditions Milelli, 2008 (ISBN 978-2-916590-04-2).
- (it) Nicola Labanca, La guerra italiana per la Libia : 1911-1931, Il mulino, 2012, 293 p. (ISBN 9788815240842). .
- (it) Federica Saini Fasanotti, Libia 1922-1931 le operazioni militari italiane, Rome, Stato Maggiore dell'Esercito ufficio storico, 2012. .

##### Ouvrages sur l'Afrique Oriental Italienne
- (it) Angelo Del Boca, Gli italiani in Africa orientale, Mondadori, 2010, 3e éd., 792 p. (ISBN 978-8804469476). .
- (en) I. L. Campbell et D. Gabre-Tsadik, « La repressione fascista in Etiopia: la ricostruzione del massacro di Debra Libanòs », Studi piacentini, no 21,‎ 1997, p. 70-128. .
- (it) Paolo Emilio Longo, La campagna italo-etiopica, 1935-1936, vol. 2, Rome, Ufficio Storico Stato Maggiore dell'Esercito, 2005. .
- (it) Sergio Frau, « Graziani eccidio infinito », la Repubblica,‎ 5 mars 2007 (lire en ligne, consulté le 20 août 2021). .
- (it) Giorgio Rochat, Le guerre italiane 1935-1943 : dall'Impero d'Etiopia alla disfatta, G. Einaudi, 2005, 460 p. (ISBN 9788806161187). .
- (it) Andrea Molinari, La conquista dell'impero. 1935-1941 : la guerra in Africa Orientale, Hobby & Work Publishing, 2007, 224 p. (ISBN 8878515140). .
- (en) Richard Pankhurst, « Guns in Ethiopia », Transition, no 20,‎ 1965, p. 26-33 (DOI 10.2307/2934388). .
- (en) Richard Pankhurst, History of the Ethiopian Patriots (1936-1940), The Graziani Massacre and Consequences, Addis Tribune (lire en ligne).
- (en) Richard Pankhurst, « Italian Fascist War Crimes in Ethiopia: A History of Their Discussion, from the League of Nations to the United Nations (1936–1949) », Northeast African Studies, vol. 6, nos 1-2,‎ 1999 (lire en ligne, consulté le 19 août 2021). .
- (it) Beppe Pegolotti, « L'attentato a Graziani », Storia illustrata,‎ 1971. .
- (it) Andrea Semplici, « La strage cancellata », Nigrizia, no 2,‎ 1997 (lire en ligne, consulté le 28 août 2021). .

#### République sociale italienne
- (it) Romano Battaglia, Indro Montanelli et Mario Cervi, L'Italia della guerra civile - 8 settembre 1943 - 9 maggio 1946, RCS MediaGroup, coll. « Biblioteca Universale Rizzoli », 2013 (lire en ligne). .
- (it) F. W. Deakin, Storia della Repubblica di Salò, Turin, Einaudi, 1968. .
- (it) Monica Fioravanzo, Mussolini e Hitler : la Repubblica sociale sotto il Terzo Reich, Rome, Donzelli, 2009 (lire en ligne). .
- (it) Gianni Oliva, L'Ombra Nera, Milan, Mondadori, 2007. .

### Filmographie
- (en) Fascist Legacy, Ken Kirby, Royaume-Uni, 1989, documentaire 2 × 50 min [lire en ligne] (it) [vidéo] « Fascist Legacy », sur YouTube